# To Brazil!
«To Brazil!» es una canción del grupo neerlandés de eurodance Vengaboys de su álbum debut The Party Album. Fue lanzado como segundo sencillo del álbum en 1997 por Jive Records. La canción incorpora elementos de Aquarela do Brasil, originalmente compuesta por Ary Barroso.

## Lista de canciones
- Sencillo en CD[1]

1. «To Brazil!» (Radio) – 3:06
2. «To Brazil!» (Medium Radio) – 3:20
3. «To Brazil!» (XXL) – 4:31
4. «Parada de Tettas» (Remix Radio) – 3:59
5. «Parada de Tettas» (Remix XXL) – 4:44

### Listas
| Lista (1998)                | Mejor posición |
| --------------------------- | -------------- |
| Países Bajos (Dutch Top 40) | 22             |

## 2 Brazil!
El 15 de mayo de 2014, lanzaron una nueva versión retitulada 2 Brazil! con motivo del Mundial de Fútbol de Brasil 2014. Esta versión cuenta con la producción adicional del productor neerlandés Jaywalker y contiene elementos del sencillo de electro house «Babylon» de Congorock.

### Lista de canciones
| Descarga digital - EP |                                                       |          |  |
| N.º                   | Título                                                | Duración |  |
| 1.                    | «2 Brazil!» (Dance Radio)                             | 2:55     |  |
| 2.                    | «2 Brazil!» (Hit Radio)                               | 3:21     |  |
| 3.                    | «2 Brazil!» (Extended Dance Radio)                    | 4:21     |  |
| 4.                    | «2 Brazil!» (Extended Hit Radio)                      | 3:48     |  |
| 5.                    | «2 Brazil!» (Hit Radio Instrumental)                  | 3:21     |  |
| 6.                    | «2 Brazil!» (Hit Radio Instrumental con Brazil Chant) | 3:21     |  |
| 7.                    | «2 Brazil!» (Como Brazil Remix)                       | 4:45     |  |
| 8.                    | «2 Brazil!» (Como Brazil Remix - Edit)                | 2:52     |  |

### Posicionamiento
| Lista (2014)                                | Mejor posición |
| ------------------------------------------- | -------------- |
| Bélgica (Flandes) (Ultratip Bubbling Under) | 39             |
| Países Bajos (Mega Single Top 100)          | 48             |